# ドキドキ!アリスた〜ず★
『ドキドキ!アリスた～ず★』（Dokidoki! AliceStars）は、CS放送局・エンタ!371、およびエンタ!959で放送されていたバラエティ番組。アリスた～ず★の冠番組。この頁では前身である『胸キュン!アリスたーず』も記述する。

## 番組概要
アリスJAPAN専属女優で結成されたユニット「アリスた～ず★」の冠バラエティ番組『胸キュン!アリスたーず』として2011年10月16日に放送開始。スタジオパートと検証パートから構成された。
2012年4月17日、日本各地へのロケ旅バラエティ、『ドキドキ!アリスた～ず★』にリニューアルスタート。
「アリスた～ず★」のほか、両番組共通してMCとしてシャバダバふじが出演しているが、公式サイトにクレジットされることはほとんどなかった（場面写真として顔写真は掲載）。
『胸キュン!アリスたーず』および『ドキドキ!アリスた～ず★』はエンタ!371で放送。

## 出演者
- シャバダバふじ
- アリスた～ず★
  - 葵つかさ
  - 小島みなみ
  - 麻美ゆま
  - 辰巳ゆい
  - 朝日奈あかり
  - 優希まこと
  - 美雪ありす
  - 奥田咲

## 放送リスト

### 胸キュン!アリスたーず
| 放送回 | 初回放送日      | 出演メンバー                                                                    | 付記  |
| ------ | --------------- | ------------------------------------------------------------------------------- | ----- |
| #1     | 2011年 10月16日 | 葵つかさ 小島みなみ 麻美ゆま 辰巳ゆい 朝日奈あかり 優希まこと 美雪ありす 奥田咲 | [ 2 ] |
| #2     | 11月18日        | 葵つかさ 小島みなみ 辰巳ゆい 朝日奈あかり 優希まこと                            |       |
| #3     | 12月16日        | 葵つかさ 朝日奈あかり 辰巳ゆい 優希まこと 小島みなみ 奥田咲                     | [ 5 ] |
| #4     | 2012年 1月19日  | 葵つかさ 朝日奈あかり 辰巳ゆい 優希まこと 小島みなみ 奥田咲 美雪ありす          | [ 6 ] |
| #5     | 2月16日         | 葵つかさ 朝日奈あかり 小島みなみ 奥田咲 美雪ありす 川上奈々美                   |       |
| #6     | 3月18日         | 葵つかさ 小島みなみ 奥田咲 辰巳ゆい                                             |       |

### ドキドキ!アリスた〜ず★
| 放送回 | 初回放送日     |                                                | 付記                                 |
| ------ | -------------- | ---------------------------------------------- | ------------------------------------ |
| #1     | 2012年 4月17日 | 葵つかさ 小島みなみ 奥田咲 辰巳ゆい            | ロケ地：熱川バナナワニ園、熱川温泉街 |
| #2     | 5月16日        | 葵つかさ 小島みなみ 奥田咲 辰巳ゆい            | ロケ地：東京ドイツ村                 |
| #3     | 6月17日        | 葵つかさ 小島みなみ 奥田咲 川上奈々美 辰巳ゆい | ロケ地：東武動物公園                 |
| #4     | 7月18日        | 葵つかさ 小島みなみ 奥田咲 川上奈々美 辰巳ゆい | ロケ地：品川フィッシングガーデン     |
| #5     | 8月16日        | 葵つかさ 小島みなみ 奥田咲 川上奈々美 辰巳ゆい | ロケ地：秩父ふるさと村               |
| #6     | 9月20日        | 葵つかさ 小島みなみ 奥田咲 川上奈々美 辰巳ゆい | 公開収録                             |

## スタッフ
- 制作著作：つくばテレビ